# Brassica rapa pekinensis

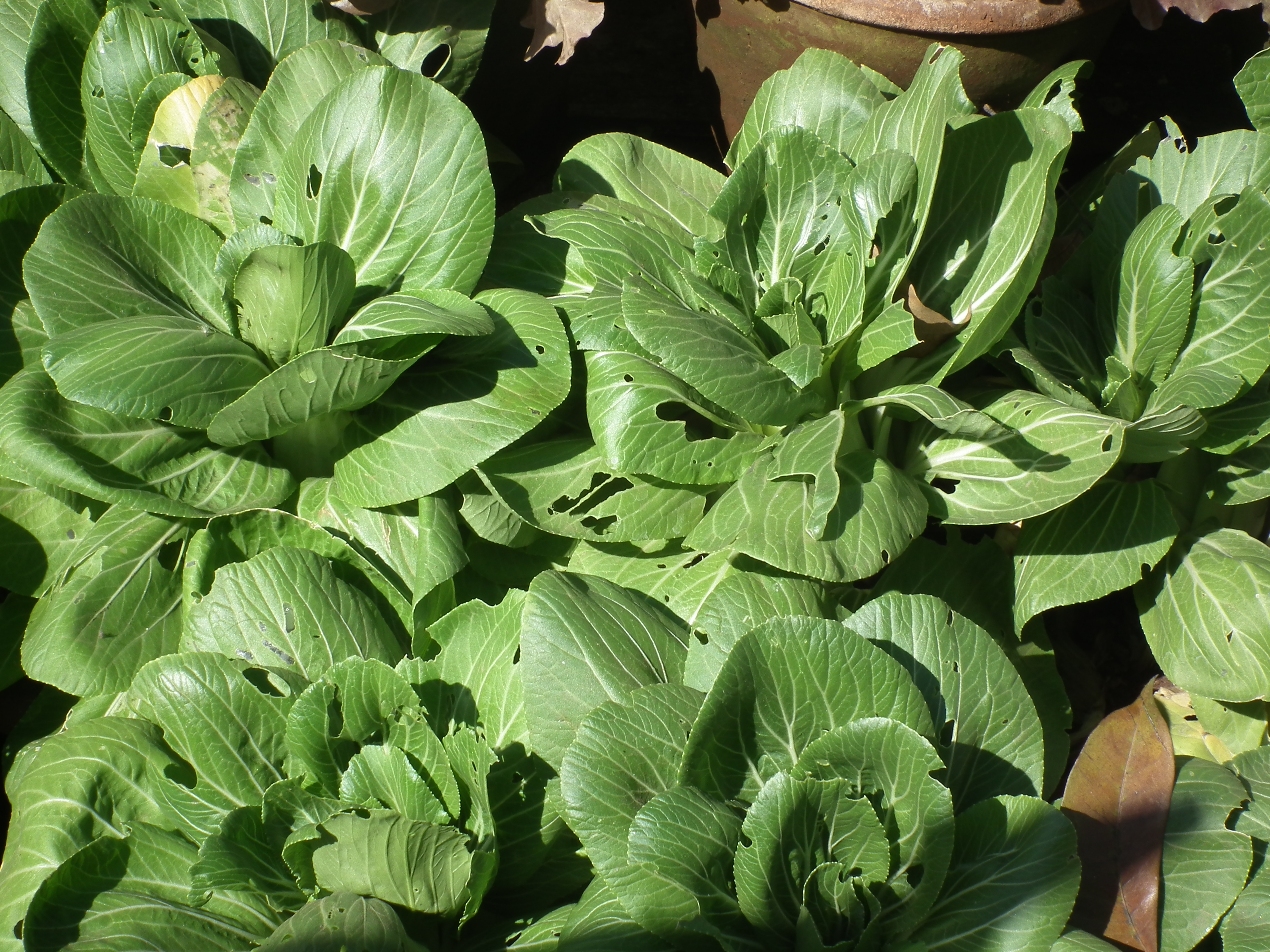
Brassica rapa subsp. chinensis (Bok Choy)

Brassica rapa pekinensis, la col china o repollo chino, es una subespecie  de Brassica rapa. En algunos países de habla hispana se le conoce por el nombre de hakusai o hakusay, a veces hispanizado como  akusai o akusay (del japonés 白菜 - haku (blanco) sai (verdura), y  pechay en el español filipino (del hokkien: 白菜 ‘péh-chhài’) . Es una variedad de col muy empleada como ingrediente de algunas cocinas de los países asiáticos, en especial de la china y la coreana.

## Descripción
Plantas parcialmente autoincompatibles. Las hojas son comestibles, de color verde claro y brillante. Las silicuas miden de 2,5 a 6 cm de largo y acaban en un pico corto y firme.

## Historia
Es una verdura oriunda del Extremo Oriente. Se han encontrado sus semillas en las excavaciones neolíticas de los asentamientos de Banpo. Se cultiva en China hace más de 1500 años, desde donde llegó a Japón a fines del siglo XIX. En los últimos años su consumo y producción han experimentado una difusión paulatina a los países de Europa y América. Formaba parte de la dieta culinaria de los chinos del sur en el siglo V. El botánico Li Shizhen ya estudió las propiedades medicinales de esta planta.
Se cultiva en Europa, China, EE. UU. Guatemala y otros países.

## Usos

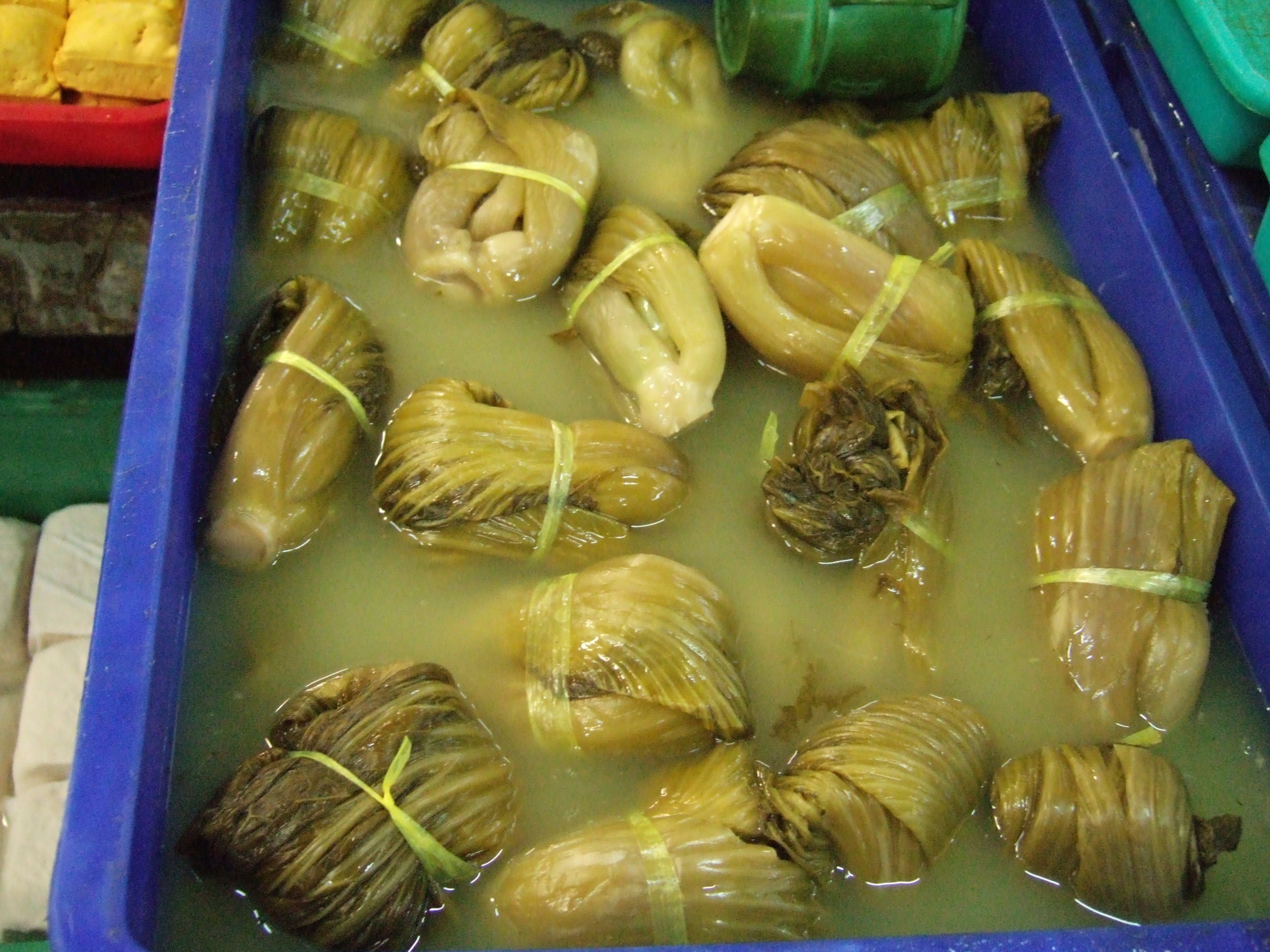
Encurtido de coles chinas.

Parecida a una acelga, sus hojas verdes y sus tallos blancos se utilizan en la cocina asiática, en especial la cocina china cantonesa. Es también el principal ingrediente del kimchi coreano, ya que su parte blanca absorbe muy bien los sabores. Suele prepararse cocida o encurtida. 
Una de las operaciones más típicas cuando se adquiere fresca es:[cita requerida]
- Separar las hojas y lavarlas por separado.
- Las hojas verdes se cocinan separadas a menudo de los tallos.
- En un stir frying, se debe separar los tallos y deben ser cortados en juliana. Las hojas se hierven durante unos 2 minutos antes de ser cocinadas.

Una receta rápida sería cortar las hojas muy finas y cocerlas por un intervalo de 3-4 minutos. Se sirven con salsa de soja y semillas de sésamo ligeramente tostadas.

## Valor nutricional
Contiene altas cantidades de vitamina A, por 4 onzas /113,398 g, alrededor de 3500 IU (3086 IU por cada 100 gramos), también contiene altas cantidades de vitamina C, aproximadamente 50 mg por 4 onzas (44 mg por cada 100 gramos).

## Efectos tóxicos
Las coles chinas contienen glucosinolatos. Estos compuestos han sido reportados para prevenir el cáncer en pequeñas dosis, pero a dosis muy elevadas resultan tóxicos para los seres humanos. En 2009, una anciana que había estado consumiendo de 1 a 1,5 kg de coles chinas diariamente terminó padeciendo hipotiroidismo, llegando a un coma mixedematoso.
Hay otros síntomas más leves de un exceso de consumo de col china, tales como náuseas, mareos y la indigestión en personas con débil sistema digestivo. A veces esto es causado por la mala preparación.